# 陳其南
陳其南（1947年—），臺灣人類學家、政治人物，民主進步黨籍。曾任總統府國策顧問、行政院教育改革審議委員會委員、行政院政務委員、行政院文化建設委員會主任委員、國立故宮博物院院長。

## 生平
陳其南出生於屏東縣高樹鄉。
1970年，從國立臺灣師範大學地理學系畢業。
1976年，提出有關清代台灣漢人移民社會的土著化理論，開啟台灣史研究的新典範。
1981年，以人類學的觀點提出長久以來被過度宣揚的吳鳳神話之質疑和批判，影響了後來的原住民覺醒運動。
1984年，提出漢人傳統家族制度的房系模式，建立本土人類學研究的基礎理念。
1989年，前後專注東西方社會型態的比較研究，提出傳統中國的「家國」觀念邏輯，並針對當代台灣社會政治的發展提出「公民社會」與「公民國家」理念。
1993年，李登輝總統任內與支持下，陳其南以行政院文化建設委員會為中心提出社區總體營造計畫，開啟以「文化藝術」凝聚地方認同、培植在地發展的一系列政策，觸發了台灣地方社會的強烈動能，影響至今。值得一提的是，李前總統推動民主化的同時，心繫的是藉由文化的力量來凝聚台灣人民的認同意識、建立共同價值，更進一步影響國家的政治圖像及國際地位。其中包括1994年對原住民族的正名、1998年公共電視台的開播等，都反應了李前總統對多元文化、民主意識的理想。後來這項社區運動在台灣蔚為風潮，成為近代台灣社會政治與文化環境運動的一項特色。
1990年代，行政院文建會為中心提出影響深遠的社區總體營造理念與政策逐步在台灣各社區施行，積極參與地方政府和民間團體的文化與社區社會重建工作，後來這項社區運動在台灣蔚為風潮，成為近代台灣社會政治與文化環境運動的一項特色。
2002年，在行政院政務委員任內，為國家發展重點計劃首次提出「文化創意產業」的觀念，並規劃藝術、設計與媒體產業等新經濟部門的發展策略。同時也專注於新的社區營造條例、原住民自治法、語言發展法和文化資產保存法等文化與族群法案的制定和修訂。
2004年，在文建會主委任內積極推動文化公民權、公民美學和地方生活學習中心的設立。
2014年，擔任臺北市市長當選人柯文哲文化局局長遴選委員會召集人期間，針對柯文哲辦公室舉辦台北市政府文化局局長遴選的黑箱作業爭議，公開《文化局遴選委員會召集人給柯P的個人報告》，批評柯文哲選前宣示承諾和實際作為明顯有落差。
2018年，被任命為國立故宮博物院院長，上任即主張「故宮台灣化」；陳其南受訪時指出，「故宮台灣化」就是要讓台灣人能接受故宮是台灣的，而不是只是文化上的「飛地」，國立故宮博物院於民國三十八年遷台，任何類似的遷移都會很自然地「土著化」，他認為「土著化」有人類學上的意義，任何「移民社會」都會隨著時間推移將原鄉文化與生活的土地結合，自然而然「變成這裡的人」形成在地文化並落腳生根，所以故宮台灣化就是讓故宮由「飛地」的狀態，進一步能讓台灣人都接受故宮。此外，他主張推動故宮北院閉館三年擴建以及將部份文物遷往中南部的「新故宮計畫」。他的相關論述遭到泛藍陣營與中國網民激烈批評，亦引起台灣社會議論
2019年，賴清德內閣總辭，陳其南卸任國立故宫博物院院長職務。

## 主要學術著作
| 年份   | 書名                                                                                             | 出版社                   | ISBN                                   |
| ------ | ------------------------------------------------------------------------------------------------ | ------------------------ | -------------------------------------- |
| 1986年 | 《文化的軌跡》(上)/(下)                                                                          | 允晨文化                 | ISBN 9789578983076、ISBN 9789578983007 |
| 1987年 | 《台灣的傳統中國社會》                                                                           | 允晨文化                 | ISBN 9789579027823                     |
| 1990年 | 《家族與社會：台灣與中國社會研究的基礎理念》                                                     | 聯經出版                 | ISBN 9789570801149                     |
| 1992年 | 《公民國家意識與台灣政治發展》                                                                   | 允晨文化                 | ISBN 9789579027694                     |
| 1997年 | 《傳統制度與社會意識的結構：歷史與人類學的探索》                                                 | 允晨文化                 | ISBN 9789579449670                     |
| 2006年 | 〈房と伝統中國家族制度：西洋人類學における中國家族研究の再檢討〉《中國文化人類學リーデイングス》 | 沖縄国際大学文学部社会科 | ISSN 02870681                          |
| 2010年 | 《消失的博物館記憶：早期臺灣的博物館歷史》                                                       | 國立台灣博物館           | ISBN/ISSN 9789860217582                |
| 2010年 | 《臺．博．物．語：臺博館藏早期臺灣現代性記憶》                                                   | 國立台灣博物館           | ISBN 9789860220520                     |
| 2014年 | 《屏東縣志緒論篇：地方知識建構史》                                                               | 屏東縣文化局             | ISBN 9789860424652                     |
| 2020年 | 〈台灣「南島問題」的探索〉，張隆志編《島史的求索》（台灣史論叢）                                 | 台大出版中心             | ISBN 9789863504214                     |

## 內地化與土著化論戰
清代臺灣漢人社會的建立，從 1980 年代以來，有「土著化」和「內地化」二種不同的架構，來討論清代傳統漢人社會在臺灣的型構，及其與國家權力、族群分類之間的關係。濁大計畫期間，對於台灣漢人社會拓墾史的研究，即有本土化的概念，後人類學家陳其南採用土著化代之。幾乎同一時間，歷史學家李國祈提出內地化的概念，兩者出發點不同而引起討論。

### 內地化
內地化的角度是從中國來看台灣的漢人社會，漢人到了台灣以後的移墾社會，從與中國的漢人社會不一樣發展到與之相似。李國祁提出臺灣移墾社會的轉型，是一種內地化運動，即臺灣的社會變遷以中國本部各省的社會型態為目標，轉變成與中國本部各省完全相同的社會，且清廷推行內地化政策，包含撫番、拓墾與設官分治，使臺灣在政治和文化方面與內地相同，成為文治社會。

### 土著化
土著化從台灣來看，中國漢文化延伸到台灣後，發展出和中國有差異的特質。陳其南於1987年出版《台灣的傳統中國社會》一書，回應李國祈對於漢人移民台灣的內地化論點，並重新主張自己的土著化論點，透過社會群體構成法則的變遷來解釋台灣漢人社會在台灣本土土著化的過程。書中陳其南以社會人類學與歷史學的角度，就政治、社會控制、經濟結構、土地制度等面向，分析台灣漢人社會的原初狀態，認為開墾組織與土地所有制的建立，如墾首制，是移民社會的早期型態；分類械鬥問題是中期的代表，如從祖籍械鬥轉變為新社會群體意識的械鬥；而宗族與村落組織的確立則在晚期，如信仰方面發展出跨越祖籍的祭祀圈，宗教活動則由過去返唐山祭祖的方式，轉變為在台立祠獨立奉祀。以上1860年代台灣鄉村社會組織型態，正從移民社會轉變為土著社會。

### 批評
翁佳音於書評中認為，《台灣的傳統中國社會》一書中有多處對歷史事件的解釋架構不全面，不符合史學所重視的個體特殊性與實證，書評也不贊同關於台灣與南洋華僑移民心態的對比。另陳孔立認為，土著化或內地化都只討論單向，而沒有雙向的互動，而提出「定居化」的概念。以上土著化與內地化的爭論雖然對1980年代以後台灣歷史社會研究有一定的影響，目前仍尚無定論，有待後續討論。